# 道の駅田切の里
道の駅田切の里（みちのえきたぎりのさと）は、長野県上伊那郡飯島町にある国道153号の道の駅である。
地域福祉や産業振興の拠点をコンセプトとし、道路休憩施設のほか、少子化による人口減少、農業従事者の高齢化と担い手不足、核家族化による在宅独居老人の増加など、地域が抱える課題を解決して地域活性化を図るため、飯島町と田切区が協働で計画し、長野県の協力のもと整備された。テイクアウトコーナーのすずらんソフトクリームと、惣菜のそば寿司が人気。

## 施設
- 駐車場
  - 大型車8台、普通車83台、身体障碍者用車両2台、軽自動車専用4台
- トイレ
  - 男（大）3、男（小）5、女7、身体障碍者用1
- 防災施設
  - 備蓄用防災倉庫、非常用トイレ、非常用井戸、LED照明、EV急速充電器 2器
- 田切ふるさと市場
- 食事処見駒亭
- 休憩スペース、情報発信コーナー
- 移動販売車、宅配車

## 休館日
- 12月31日 - 1月2日

## アクセス
- 国道153号（伊南バイパス）
- 長野県道18号伊那生田飯田線

## 周辺
- 天竜川
- 田切駅（JR飯田線）